# Rise Like a Phoenix

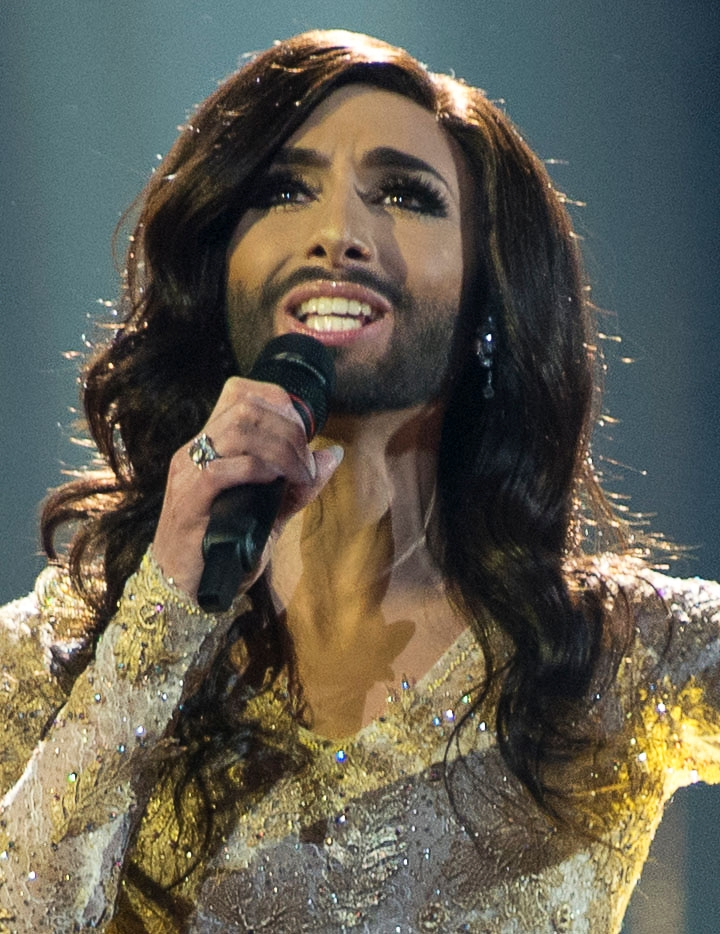

Rise Like a Phoenix는 오스트리아의 가수 콘치타 부르스트의 팝 노래이며 2014년 유로비전 송 콘테스트 2014의 우승곡이다. 오스트리아를 대표하여 덴마크의 유로비전 송 콘테스트에 선정되었으며 2014년 3월 18일 공식 발매되었고 3월 21일 댄싱 스타즈라는 ORF 쇼에서 콘치타의 첫 생방송 TV 공연을 치렀다. Rise Like a Phoenix는 오스트리아의 2번째 우승곡으로, 첫 번째 곡은 유로비전 송 콘테스트 1966에 있었다.

## 곡 목록
| #  | 제목                    | 재생 시간 |
| -- | ----------------------- | --------- |
| 1. | 〈Rise Like a Phoenix〉 | 3:01      |

## 인증
| 국가                         | 인증     | 판매량/출하량 |
| ---------------------------- | -------- | ------------- |
| 오스트리아 (IFPI 오스트리아) | 플래티넘 | 30,000*       |
| *판매량을 기반으로 한 인증   |          |               |